# Melanella eburnea
Melanella eburnea is een slakkensoort uit de familie van de Eulimidae. De wetenschappelijke naam van de soort is voor het eerst geldig gepubliceerd in 1824 door Mühlfeld.